# ريكي فيليبس
ريكي فيليبس (بالإنجليزية: Ricky Phillips)‏ هو عازف باس أمريكي، ولد في 7 أكتوبر 1953 في ماونت بليسانت في الولايات المتحدة.

## وصلات خارجية
- الموقع الرسمي
- ريكي فيليبس على موقع ميوزك برينز (الإنجليزية)
- ريكي فيليبس على موقع ديسكوغز (الإنجليزية)